# Kamenice (Jihlavai járás)
Kamenice település Csehországban, a Jihlavai járásban. Kamenice Svatoslav, Meziříčko, Bítovčice, Brtnice, Nadějov, Vysoké Studnice, Chlumek, Pavlínov, Měřín, Radošov, Horní Smrčné és Věžnice településekkel határos. Lakosainak száma 1991 fő (2024. január 1.).

## Népesség
A település lakosságának változását az alábbi diagram mutatja:
| Lakosok száma | 2704 | 2764 | 2601 | 2228 | 1928 | 1768 | 1948 | 1956 | 1967 | 1991 |
|               | 1869 | 1890 | 1921 | 1950 | 1980 | 2001 | 2017 | 2019 | 2022 | 2024 |